# Премия Фридриха Людвига Бауэра
Премия имени Фридриха Людвига Бауэра присуждается Мюнхенским техническим университетом учёным разных стран за достижения в области информатики. Она носит имя проработавшего в этом университете с 1963 по 1989 год немецкого профессора и академика, известного среди прочего участием в разработке языков программирования Алгол-58 и Алгол-60. Премия была первые вручена в 1992 году в честь двадцатипятилетия первого набора на информатику в Германии. С 2000 года премия выдаётся нерегулярно. В церемониях вручения всегда лично участвовал сам Фридрих Бауэр, но будет ли выдаваться премия и дальше после его смерти в 2015 году, официально объявлено не было.
Лауреаты премии Бауэра получают денежную премию в размере 25 тысяч евро (до введения единой валюты — 50 тысяч немецких марок).

## Лауреаты премии Ф. Л. Бауэра
- 1992: Зохар Манна (Стэнфордский университет)
- 1994: Робин Милнер (Эдинбургский университет
- 1996: Трулстра, Анне Шерп (Амстердамский университет)
- 1998: Гильберт Стюарт[нем.] (Университетская система Мэриленда[англ.])
- 2000: Анри Коэн[англ.] (Университет Бордо)
- 2007: Энтони Хоар (Оксфордский университет)
- 2009: Стивен Вольфрам (Wolfram Research)